# Auguste Adib
Auguste Adib Pacha (2 de agosto de 1859-9 de julio de 1936) (en árabe: أوغست أديب باشا‎: en árabe: أوغست أديب باشا‎) fue Primer ministro de Líbano, como parte del Mandato francés de Siria y Líbano (en árabe: أوغست أديب باشا‎). Desempeñó el cargo en dos legislaturas entre los años 1926 y 1932.

## Biografía
Adib nació en Constantinopla, hijo de Ibrahim Adib y de Maddalena Veronica Collaro; una familia maronita de las montañas de Líbano. Cursó sus estudios en la Escuela Jesuita de Deir Mar Maroun, en Ghazir, y en la Universidad San José (Université Saint-Joseph) en Beirut. En 1885 se trasladó a Egipto, trabajando para la administración local.
Fue uno  de los fundadores de la Alianza libanesa, fundada en Cairo en 1908. Este partido reclamaba  -al igual que otros grupos árabes en el Imperio Otomano- que a las regiones árabes del imperio se les concediera la independencia. Al mismo tiempo buscó crear un estado de dominio cristiano, llamado Gran Líbano, para los libaneses católicos, quiénes son descendientes de los fenicios. Su deseo de un estado de dominio cristiano es lo que diferenciaba a Adib y a sus compatriotas de las ideas panarabigas de los otros proponentes de independencia entre los árabes del Medio Oriente.
Regresó a Líbano en 1920, al término de la Primera Guerra Mundial y después de pasar dos décadas y media en Egipto. El colapso del Imperio Otomano, que liberó las regiones árabes en el Medio Oriente del dominio Otomano, es lo que motivó su regreso. En 1926, los franceses dividieron el mandato de Siria, estableciendo el Estado de Líbano. Charles Debbas fue el primer presidente y Auguste Adib, fue el primer primer ministro, asumiendo como tal el 31 de mayo de 1926. En diciembre de 1926, Adib viajó a París para participar en una Conferencia para resolver la deuda que el Imperio Otomano había dejado a sus sucesores. Mientras, en Líbano, había una lucha de poder entre Émile Eddé, y Béchara El-Khoury pues ambos buscaban sucederlo. Adib dimitió el 5 de mayo de 1927. Unos años más tarde, el 25 de marzo de 1930, se convirtió de nuevo en primer ministro, cargo que ocupó hasta el 9 de marzo de 1932. Está emparentado con otras personas destacadas, el más prominente de ellos, su sobrino Camille Chamoun, quién fue presidente de Líbano.
Murió el 9 de julio de 1936, en París, en el 8.º arrondissement.
Su esposa fue Rose Kayat, quien murió antes que él.

## Publicaciones
Adib Pacha, Auguste, (1918). Liban après la guerre (avec deux cartes). Paris, E. Leroux.